# Ecnomus bispiniferus
Ecnomus bispiniferus är en nattsländeart som beskrevs av Jacquemart 1969. Ecnomus bispiniferus ingår i släktet Ecnomus och familjen trattnattsländor. Inga underarter finns listade i Catalogue of Life.